# آلکساندر آتابکیان
آلکساندر آتابکیان (ارمنی: Ալեքսանդր Մովսեսի Աթաբեկյան؛ ۲ فوریهٔ ۱۸۶۸ – ۴ دسامبر ۱۹۳۳) پدیدآور، متصدی ویراستاری، و روزنامه‌نگار اهل ارمنستان بود.

## زندگی‌نامه
آتابکیان در یک خانواده پزشک اشرافی ارمنی در شوشی متولد شد و در ابتدا در کالج شهر زادگاهش تحصیل کرد و سپس در دانشگاه ژنو (۱۸۸۹–۹۶)و در لیون به تحصیل پرداخت. از ۱۸۸۸–۱۸۹۰، در سال‌های اولیه خود آتابکیان در ژنو، در حزب سوسیال دموکرات هنچاکیان شرکت کرد و به حروف‌چینی نشریهٔ حزب Hinchak (صدای ناقوس) که توسط آوتیس نازاربکیان منتشر شد، پرداخت. او همچنین کتابخانه Anarchist ژنو را تأسیس کرد. [۲]
او در سال ۱۸۷۹ به وسیله خواندن کلمات یک شورشی آنارشیست شد، سلسله مقالاتی که توسط پتر کروپوتکین در سال ۱۸۷۹ برای روزنامه Le نوشته شده بود که بعداً برای انتشار در سال ۱۸۸۵ توسط الیزه رکلو جمع‌آوری شد. پس از آن او ترجمه‌های ارمنی و روسی و دیگر نویسندگان آنارشیست را منتشر کرد و روابطی را با ستیزه‌جویان و آنارشیست‌ها در فدراسیون انقلابی ارمنی ایجاد کرد. او در سال ۱۸۹۳ کروپوتکین را ملاقات کرد. [۳] در سال ۱۸۹۴ اقدام به انتشار Hamaink، تنها نشریه آنارشیستی ارمنی کرد، که در پنج مقاله منتشر شد.
بین سال‌های ۱۸۹۶ و ۱۹۱۷ در شمال ایران؛ از ۱۹۱۴ تا ۱۹۱۷ در ارتش امپراتوری روسیه به عنوان یک پزشک کار می‌کرد. پس از جنگ داخلی روسیه، او دوباره با کروپوتکین دیدار کرد و پس از انقلاب فوریه به یک آنارشیست فعال در مسکو تبدیل شد. او به عنوان ویراستار مجله دوره‌ای آنارشیستی Pocin فعالیت کرد که از ۱۹۱۹ تا ۱۹۲۳ به اشاعهٔ افکار anarcho-cooperative (تعاون آنارشیستی) در جنبش آزادیخواه می‌پرداخت. وی ۳ مقاله را منتشر کرد که در آن از انقلابیون جامعه و بلشویک‌ها انتقاد کرده و با انقلاب اکتبر مخالفت نمود. پس از مرگ کروپوتکین، او موزه کروپوتکین را با آنارشیست‌های کهنه‌کار دیگر بنیان نهاد. آتابکیان در دهه ۱۹۳۰ دستگیر شد و تصور می‌شود که در یک اردوگاه کار در ۱۹۴۰ جان سپرده است.